# Подрека
Подре́ка (укр. Підріка) — село в Великомостовской городской общине Шептицкого района Львовской области Украины.
Население по переписи 2001 года составляло 148 человек. Занимает площадь 0,291 км². Почтовый индекс — 80340. Телефонный код — 3252.